# Richard Kuhn
Richard Kuhn (Viena, 3 de dezembro de 1900 — Heidelberg, 1 de agosto de 1967) foi um químico alemão, nascido na Áustria.
Filho do engenheiro Richard C. Kuhn e da professora Angelika Rodler, colaborou com o Instituto Max Planck e Universidade da Pensilvânia.
Pesquisou sobre a constituição do caroteno, que lhe permitiu sintetizar a vitamina A. Pertenceu a um grupo de cientistas alemães que conseguiram isolar e posteriormente sintetizar a riboflavina. Foi agraciado com o Nobel de Química de 1938 por estas pesquisas. 

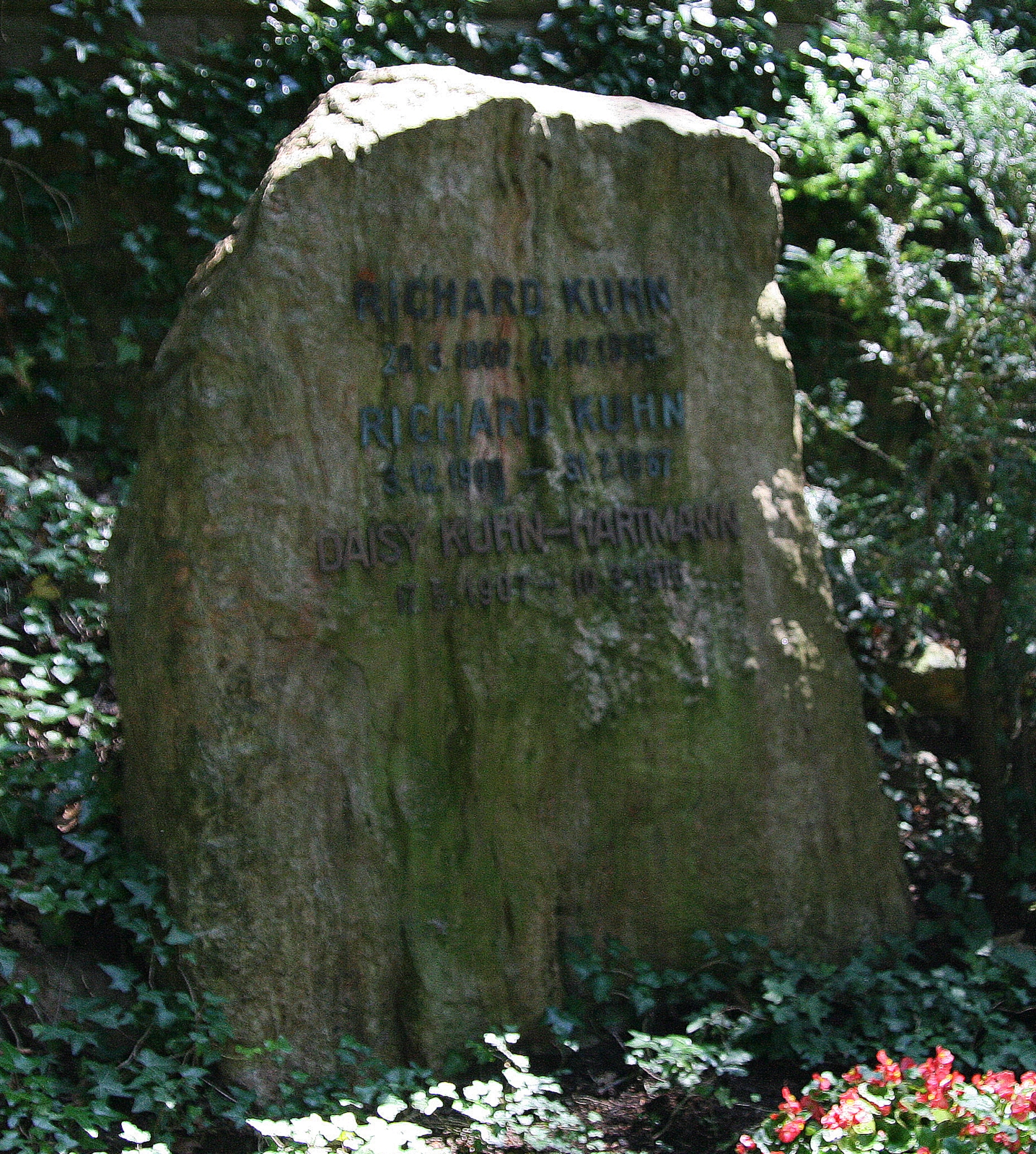
Sepultura no Bergfriedhof em Heidelberg

## Biografia

### Juventude
Kuhn nasceu em Viena, Áustria , onde frequentou o ensino fundamental e o ensino médio. Seu interesse pela química surgiu cedo; no entanto, ele tinha muitos interesses e decidiu tarde estudar química. Entre 1910 e 1918, ele foi colega de escola de Wolfgang Pauli, que recebeu o Prêmio Nobel de Física em 1945. A partir de 1918, Kuhn participou de palestras de química na Universidade de Viena. Ele terminou seus estudos de química na Universidade de Munique e recebeu seu doutorado em 1922 com Richard Willstätter por um trabalho científico sobre enzimas.
Depois de se formar, Kuhn continuou sua carreira científica, primeiro em Munique, depois na ETH Zurich e de 1929 em diante na Universidade de Heidelberg, onde foi chefe do departamento de química em 1937. Em 1928 ele se casou com Daisy Hartmann e o casal posteriormente teve dois filhos e quatro filhas.

### Pesquisa
As áreas de estudo de Kuhn incluíram: investigações de problemas teóricos de química orgânica (estereoquímica de compostos alifáticos e aromáticos; sínteses de polienos e cumulenos; constituição e cor; a acidez dos hidrocarbonetos), bem como extensos campos da bioquímica (carotenóides; flavinas; vitaminas e enzimas). Especificamente, ele realizou um trabalho importante sobre a vitamina B2 e a vitamina B6 antidermatite.
Em 1929, ele se tornou diretor do Instituto de Química do recém-fundado Instituto Kaiser Wilhelm de Pesquisa Médica (que, desde 1950, passou a se chamar Instituto Max Planck de Pesquisa Médica em Heidelberg ). Em 1937 também assumiu a administração deste Instituto.
Além dessas funções, ele também atuou como Professor de Bioquímica na Universidade de Heidelberg e, por um ano, na Universidade da Pensilvânia, Filadélfia, como Professor Visitante de Química Fisiológica.
Ele posteriormente recebeu o Prêmio Nobel de Química em 1938 por seu "trabalho com carotenóides e vitaminas", mas rejeitou o prêmio porque Hitler havia proibido os cidadãos alemães de aceitá-lo. Em uma carta escrita à mão, ele até descreveu a entrega do prêmio a um alemão como um convite para violar um decreto do Führer. Ele recebeu o prêmio após a Segunda Guerra Mundial. Kuhn também é creditado pela descoberta do agente nervoso mortal Soman em 1944, usado como Arma Química. 
Kuhn foi editor da "Justus Liebigs Annalen der Chemie" desde 1948.
Kuhn morreu em 1967 em Heidelberg , Alemanha, aos 66 anos.

## Era nazista
Kuhn colaborou com escalão altos nazistas funcionários e denunciou três de seus colegas de trabalho judeus em 1936.
Em 2005, a Sociedade de Químicos Alemães (Gesellschaft Deutscher Chemiker, GDCh) declarou sua intenção de não conceder mais a Medalha Richard Kuhn: “O conselho da GDCh pretende interromper a concessão da Medalha em homenagem ao químico orgânico, ganhador do Prêmio Nobel da ano de 1938 e presidente do GDCh em 1964–65, Richard Kuhn. Embora a questão de saber se Kuhn era um nacional-socialista convicto ou apenas um seguidor de campo voltado para uma carreira não tenha sido totalmente respondida, ele indiscutivelmente apoiou o regime nazista de maneiras administrativas e organizacionais, especialmente por seu trabalho científico. Apesar de suas realizações científicas, Kuhn não é adequado para servir de modelo e epônimo para um prêmio importante.